# 長澤和俊
長澤 和俊（ながさわ かずとし、1928年（昭和3年）2月28日 - 2019年（平成31年）2月23日）は、日本の東洋史学者。専門はシルクロード史。早稲田大学名誉教授。

## 略歴
1928年、東京都足立区生まれ。1946年、千葉県立千葉中学校を卒業して早稲田大学第二文学部史学科に進学し、東洋史を専攻。1951年に卒業し、早稲田大学大学院文学研究科史学東洋史専攻へ進学。1957年に博士課程を単位取得修了。
1957年4月、安田学園高等学校教諭となった。1960年より東海大学文学部専任講師。1967年に鹿児島短期大学助教授に転じ、翌68年に教授昇格。1966年1月から6月まで、作家・登山家の深田久弥を隊長とするシルクロード踏査隊の副隊長を務め、5か月にわたり現地史跡を調査した。
1975年、早稲田大学第一文学部および同第二文学部教授に就任。1980年、文学博士の学位を取得。
1980年代前半の「NHK特集 シルクロード」に一部取材同行。1988年9月15日～10月22日、朝日新聞・テレビ朝日後援による日中共同楼蘭探検隊顧問として、楼蘭・米蘭(ミーラン)遺跡を調査。この探検旅行の記録は朝日新聞社から『楼蘭古城にたたずんで』（1989年）と題して出版された。
1996年に早稲田大学を退官し、名誉教授となった。同年4月からは就実女子大学教授として教鞭をとり、2000年3月に退任。2019年2月23日に死去。

## 研究内容・業績
専門は東西交渉史で、1960年代よりシルクロードの遺跡踏査を通して実証的な研究を行った。収集した資料は、日本に一括所蔵の条件を受け入れる機関がなく、韓国の伽倻歴史文化センターに寄贈されることとなった。

## 著作一覧
- 『シルクロード：東西文化のかけ橋』校倉書房 1962
  - 増補版『シルクロード』校倉選書 1975
  - 再訂版『シルクロード』 講談社学術文庫 1993 ISBN 4061590863
- 『楼蘭王国』角川新書 1963
  - 増訂版 第三文明社(レグルス文庫) 1976／徳間文庫 1988
- 『敦煌』筑摩書房(グリーンベルト・シリーズ新書) 1965
  - 新版 第三文明社(レグルス文庫) 1974
  - 増訂版『敦煌：歴史と文化』徳間文庫 1987
- 『チベット：極奥アジアの歴史と文化』校倉書房 1964
- 『ネパール探究紀行』角川新書 1964
- 『日本の探検家』早川書房(ハヤカワ・ライブラリー) 1966
  - 増補改題『日本人の冒険と探検』白水社 1973、新装版 1998
- 『シルク・ロード踏査記』角川新書 1967
  - 増補改題『シルクロード遍歴』角川選書 1985
- 『世界探検史』白水社 1969、新装版 1996
  - 講談社学術文庫 2017 ISBN 4062924382。電子書籍も刊
- 『張騫とシルクロード』清水書院 1972、改訂新版 2017
- 『パゴダの国へ　ビルマ紀行』NHKブックス 1975
- 『シルクロード・幻の王国』NHKブックスジュニア 1976
- 『シルクロード史研究』国書刊行会 1979[8]
- 『シルクロードの終着駅　正倉院への道』講談社現代新書 1979
- 『東西文化の交流　新シルクロード論』白水社(選書) 1979、単行版 1986
- 『探検学　未知の世界に挑んだ男たちの記録』大陸書房 1980
- 『シルクロード 歴史と文化』角川選書 1983
- 『シルクロード文化史』白水社 1983
- 『シルクロード踏査行』くもん出版 1983
  - 『西安からカシュガルへ』旺文社文庫 1986
- 『新考 玄奘三蔵の旅』佼成出版社 1987
- 『シルクロード博物誌』青土社 1987
- 『シルクロードの旅人』徳間文庫 1988
- 『海のシルクロード史　四千年の東西交易』中公新書 1989
- 『楼蘭古城にたたずんで』朝日新聞社 1989
- 『楼蘭王国史の研究』雄山閣出版 1996 ISBN 4639013477
- 『シルクロード波瀾万丈』新潮社 2000
- 『遥かなるシルクロード　スケッチガイド 北京からイスタンブールまで』里文出版 2000

共編著
- 『シルクロード 過去と現在』深田久弥共著、白水社 1968、新版 1988
- 『中央アジア探検史』白水社 1971[9]
  - 全集収録「西域探検紀行全集 別巻」白水社[10]1980
  - 増補単行版 1995・2003
- 『奄美文化誌』西日本新聞社 1974
- 『シルクロード　読書マップ』加藤九祚・護雅夫と座談共著、筑摩書房 1983
- 編『シルクロードハンドブック』雄山閣 1982
- 編『シルクロードの文化と日本』雄山閣 1983
- 『アレクサンダーの道　ガンダーラ・スワート』オーレル・スタイン、谷口陸男・澤田和夫訳(注・解説を担当)、白水社 1984
- 編『新シルクロード百科』雄山閣 1994
- 『絹の道 シルクロード染織史』横張和子共著、講談社 2001
- 『シルクロードを知る事典』東京堂出版 2002 ISBN 4490106025

訳書
- 慧立・彦琮『玄奘法師 西域紀行』<東西交渉旅行記全集6>桃源社 1965、単行版 1978
  - 改訂・改題『玄奘三蔵　大唐大慈恩寺三蔵法師伝』光風社出版 1985、同・選書 1988
  - 再訂版(前半部のみ)『玄奘三蔵　西域・インド紀行』講談社学術文庫 1998 ISBN 406159334X
- ウェ・バルトリド『中央アジア史概説』角川文庫 1966
- 『法顕伝・宋雲行紀』平凡社東洋文庫 1971、ワイド版 2004。電子書籍も刊
  - 『法顕伝　訳注解説』 雄山閣出版 1996[11]。NCID BN15178657
- パーシー・サイクス『世界探検史』 上村盛雄共訳、社会思想社・現代教養文庫（上下） 1974
- リュセット・ブルノア『シルクロード　絹文化の起源をさぐる』 伊藤健司共訳、河出書房新社 1980
- マルコ・ポーロ『東方見聞録』 小学館(地球人ライブラリー) 1996
  - 角川ソフィア文庫 2020 ISBN 4041107733。抜粋編訳版（文庫は電子書籍化）

DVDブック
- 『講談社版 新シルクロード 歴史と人物』 平山郁夫監修, 長澤和俊執筆, 講談社 2005
- 第1巻「アレクサンドロス大王の夢：はるかなる東方への道」2005.12
- 第2巻「シルクロードキャラバン・サライの夜：知られざる本当の絹の道」2005.11
- 第3巻「カシュガル民族の十字路：香妃の伝説とバザール・ノスタルジア」2005.11
- 第4巻「青き都クチャ：キジル石窟と破戒僧・鳩摩羅什」2005.5
- 第5巻「天山南路巡礼：南疆鉄道、ウイグル舞踊のふるさと」2005.4
- 第6巻「トルファン灼熱のオアシス：交河故城・高昌故城の光と影」2005.2
- 第7巻「仏教の来た道：朱のベゼクリク大画廊と玄奘三蔵の旅」2005.2 [12]
- 第8巻「天山北路天駆ける遊牧の民：馬と黄金の道」2005.3
- 第9巻「草原の路 蒼き狼の大帝国：チンギス・ハンとマルコ・ポーロ」2005.5
- 第10巻「崑崙、4000年の玉の道：西域の宝玉と「蚕姫」伝説」2005.3
- 第11巻「ホータンと水の都の物語 : 消えたオアシス、流砂の記憶」2005.4
- 第12巻「幻の楼蘭 : 砂漠に消えた悲劇の王国」2005.1
- 第13巻「楼蘭さまよえる探検家たち : ヘディン、スタイン、よみがえる古代王国」2005.1
- 第14巻「敦煌風の道：河西回廊、1000キロをゆく」2005.6
- 第15巻「敦煌莫高窟：砂漠の大画廊、1000年の創造」2005.6
- 第16巻「誇り高き王国・西夏：永遠のカラホト、700キロ」2005.10
- 第17巻「海のシルクロード：神秘の南海航路」2005.10
- 第18巻「天空のシルクロード：青海、はるかなるチベットへ」2005.9
- 第19巻「始皇帝開かれた西域への扉：兵馬俑、謎の異民族混成部隊」2005.9
- 第20巻「古都長安、そして日本へ：シルクロード終着駅」2005.12

## 参考資料
- 櫻田美津夫「長澤和俊先生を悼む 長澤和俊先生略歴・主要業績目録」『就実大学史学論集』第34巻、就実大学人文科学部総合歴史学科、2020年3月、1-24頁、CRID 1390853650133318400、doi:10.24771/00000505。
- NHKアーカイブ・ローマ帝国 助っ人先生・長澤和俊先生